# Marie Rouault
Marie Rouault (* 18. März 1813 in Rennes; † 16. Dezember 1881 ebenda) war ein französischer Geologe, Paläontologe und Fossiliensammler.
Rouault war von bescheidener Herkunft und eigentlich Friseur und Perückenmacher. Er interessierte sich früh für Geologie und sammelte Fossilien, wobei ihn besonders fossile Stachelhäuter und Trilobiten faszinierten. Er veröffentlichte über die regionale Geologie der Bretagne und baute ein Privatmuseum auf, das 1845 117.000 Stücke umfasste und in das Naturgeschichtsmuseum der Stadt Rennes überging, dessen Direktor er 1873 wurde; schon 1853 war er Kurator und Direktor eines Geologischen Museums in Rennes und erhielt ab 1847 von der Stadt eine jährliche Pension. Über seine Entdeckungen trug durch Vermittelung von Alphonse Milne-Edwards 1847 auch vor der Académie des sciences in Paris vor. Später wurde er aus dem Amt gedrängt und sogar verklagt.
Seine erste Veröffentlichung über Trilobiten der Bretagne stammt aus dem Jahr 1846. Bekannt ist er auch für eine Arbeit über den bretonischen Sandstein (Grès amoricaine).
Eine Straße in Rennes ist nach ihm benannt.